# Keserov Potok
Keserov Potok es una aldea del municipio de Krnjak, ubicado en el condado de Karlovac, en Croacia. Según el censo de 2021, tiene una población de 4 habitantes.

## Demografía
| Gráfica de población de Keserov Potok 1857-2021                     |
|                                                                     |
| Según los censos de población de la Oficina de Estadísticas Croata. |